# Локвица (община Призрен)
Вижте пояснителната страница за други значения на Локвица.
Локвица е село в община Призрен, Призренски окръг, Косово. Селото е с надморска височина между 677 метра. Населението му е 330 души, 99% жупци (помаци), 1% сърби.